# 科洛區
37°00′23″N 6°33′39″E / 37.0065°N 6.5609°E

科洛區（阿拉伯语：‎），是阿爾及利亞的行政區，位於該國東北部，由斯基克達省負責管轄，首府設於科洛，面積228平方公里，1998年人口为63,071人，人口密度每平方公里280人。